# Александър Литовски
Александър Литовски (на македонска литературна норма: Александар Литовски) е северномакедонски историк.

## Биография
Александър Литовски е роден в град Битоля, тогава в Социалистическа федеративна република Югославия. Завършва основно и средно образование в родния си град. През 1992 година защитава дипломна работа по история в Скопски университет. През 2001 година защитава магистърска работа на тема „Врските и соработката на македонските национално – ослободителни движења од сите делови на Македонија во 1943 година“, а през 2007 година и докторска дисертация на тема „Македонското национално – ослободително движење во текот на Втората светска војна“. Понастоящем работи в музея на Битоля.